# Lista czołgów Sił Obronnych Izraela
Lista czołgów Sił Obronnych Izraela zawiera wszystkie czołgi oraz ich modyfikacje, które znajdowały lub nadal znajdują się w służbie izraelskiej armii, począwszy od 1948 roku.

## Historia
W kwietniu 1948 roku dwóch brytyjskich żołnierzy zaoferowało przekazanie siłom żydowskim w Palestynie czterech czołgów Cromwell z magazynów wojskowych w Hajfie. Ostatecznie udało się wykraść tylko dwa takie czołgi, które następnie walczyły w wojnie o niepodległość Izraela, podczas gdy wspomniani dwaj Brytyjczycy wstąpili do Sił Obronnych Izraela w roli instruktorów.
W maju 1948 roku Izraelczycy przejęli dwa syryjskie czołgi Renault R-35, które brały udział w syryjskiej ofensywie w okolicach Jeziora Tyberiadzkiego. 15 czerwca 1948 roku do Izraela przybył pierwszy transport czołgów Hotchkiss H-39 z armatami kalibru 37 mm, zakupionych we Francji przez wysłanników Hagany, działających pod przykrywką misji dyplomatycznej z Nikaragui. Wówczas cena jednego czołgu z amunicją wynosiła 41 000 dolarów amerykańskich i był to czołg dysponujący największą siłą ognia w izraelskiej armii . W latach 1948–1949 armia izraelska otrzymała pierwsze dostawy czołgów M4 Sherman (m.in. M4A2 i M4A3), które zakupiono z amerykańskich nadwyżek we Włoszech lub pozyskano ze złomowisk Royal Army Ordnance Corps. Następne pojazdy w latach 50. pozyskano z Francji (wersje M4A1, M4A1E8 i M4A4).
W 1956 roku, jeszcze przed kryzysem sueskim, Izrael zakupił we Francji czołgi AMX-13 z armatą kalibru 75 mm, którą wówczas Izraelczycy oceniali za najbardziej skuteczną w walce z pojazdami produkcji radzieckiej, które pozyskiwał Egipt . W tym samym roku do Izraela dotarły pierwsze egzemplarze czołgów M50 Sherman. Izraelscy wojskowi byli pod wrażeniem osiągów armaty z AMX-ów-13 i wspólnie z Francuzami wspólnie zainicjowali program modernizacji Shermanów M4A2 oraz M4A4 i wyposażania je w m.in. armaty kalibru 75 mm. Początkowo czołgi modernizowano we Francji, a po kryzysie sueskim już w Izraelu .
W 1956 roku Izrael zdobył ok. 20 czołgów T-34-85. Wraz z innym zdobycznym sprzętem zostały przemalowane na barwy używane w izraelskiej armii i zaprezentowane na paradzie wojskowej w 1957 roku. Był to okres, kiedy Izrael nie potrzebował już kolejnych czołgów, wobec czego uznano, że utworzenie nowej formacji, która używałaby T-34-85 byłoby obciążeniem dla logistyki. Postanowiono, że armia będzie wykorzystywać te czołgi do szkoleń załóg i jednostek specjalnych oraz badań technicznych na potrzeby rozwoju posiadanego parku maszynowego.
Na przełomie lat 50. i 60. państwa arabskie zaczęły wyposażać swoje armie w czołgi T-54 i T-55. Izraelczycy uznali, że posiadane czołgi mogą okazać się słabsze w ewentualnym starciu z nowymi radzieckimi pojazdami. W związku z tym zaczęto poszukiwać nowego czołgu dla Korpusu Pancernego. Wybór padł na brytyjskie Centuriony w wersjach Mk 3 i Mk 5. Pierwszą partię zakupiono w 1958 roku, a czołgi weszły do służby pod nazwą Szot w 1960 roku. W latach 60. Izrael nabył z RFN oraz Stanów Zjednoczonych czołgi M48 Patton w różnych wersjach (m.in. M48A1, M48A2C, M48A2). Czołgi te oraz ich kolejne modyfikacje służyły w armii pod nazwą Magach. Ich modernizację rozpoczęto jeszcze przed wojną sześciodniową, ale w dniu jej wybuchu Izrael posiadał zmodernizowanych tylko 120 sztuk. Korpus Uzbrojenia podjął również działania na rzecz modernizacji czołgów Sherman z armatami kalibru 75 mm i 76 mm. Wymieniono w nich m.in. hydraulikę, silniki, zawieszenie oraz zamontowano armatę kalibru 105 mm. Czołgi te nazwano M51 Sherman. 
W trakcie wojny sześciodniowej (1967) armia izraelska weszła w posiadanie pojazdów produkcji radzieckiej, które używane były przez państwa arabskie. Wśród nich były czołgi T-54, T-55, IS-3M, transportery BTR-50, czy czołgi pływające PT-76. Już w lipcu 1967 roku odbyło się spotkanie wojskowych najwyższego szczebla, którzy zaakceptowali przyjęcie tych pojazdów na stan armii. Czołgi T-54 i T-55 weszły w 1968 roku do służby pod nazwą Tiran 4 i Tiran 5. Głównym ich użytkownikiem była 274 Brygada Pancerna. Od 1969 roku rozpoczęto prace modernizacyjne, wyposażając je m.in. w armatę kalibru 105 mm Szarir. W trakcie wojny Jom Kipur (1973) Izraelczycy zdobyli czołgi T-62, które wprowadzono na stan armii jako Tirany 6 .
W 1970 roku Izrael otrzymał ze Stanów Zjednoczonych pierwsze czołgi M60, które z czasem zaczęły stanowić trzon wojsk pancernych. Niezmodyfikowane pojazdy służyły pod nazwą Magach 6, a jego kolejne wersje otrzymywały dodatkowe desygnaty .
Od 1971 roku w Izraelu rozwijano również projekt czołgu, który miał być rodzimą konstrukcją o nazwie Merkawa. Projekt koordynowany i nadzorowany był przez generała Jisra’ela Tala. Miał spełnić trzy wymagania. Po pierwsze, dostarczyć armii pierwszy w historii izraelski czołg. Po drugie, żadne ewentualne embargo na Izrael nie powinno zakłócić produkcji czołgu. Ostatnia wytyczna dotyczyła dostosowania konstrukcji do wymagań izraelskiej armii oraz bliskowschodnich warunków terenowych. W 1979 roku do służby weszła Merkawa Mk 1, a kolejne wersje Merkawy wchodziły do służby w 1983 (Mk 2), 1987 (Mk 3) i od 2002 (Mk 4). 

## Lista czołgów
| Zdjęcie                 | Nazwa          | Kraj produkcji/modyfikacji | Typ                           | Wersje                                                               | Lata służby         | Uwagi | Przypis       |
| ----------------------- | -------------- | -------------------------- | ----------------------------- | -------------------------------------------------------------------- | ------------------- | --- | ------------- |
| lata 40. XX wieku       |                |                            |                               |                                                                      |                     | |               |
|                         | Cromwell       | Wielka Brytania            | czołg pościgowy               | Mk 3 Mk 4                                                            | 1948–?              | | [ 1 ]         |
|                         | Hotchkiss H-39 | Francja                    | czołg lekki                   |                                                                      | 15 czerwca 1948–?   | | [ 4 ]         |
|                         | Renault R-35   | Francja                    | czołg lekki                   |                                                                      | 1948–?              | | [ 4 ] [ 3 ]   |
|                         | M4 Sherman     | Stany Zjednoczone          | czołg średni                  | M4A1 M4A1E8 M4A2 M4A3 M4A4                                           | 1948–?              | | [ 5 ]         |
| lata 50. XX wieku       |                |                            |                               |                                                                      |                     | |               |
|                         | AMX-13         | Francja                    | czołg lekki                   |                                                                      | 1956–koniec lat 60. | | [ 6 ]         |
|                         | M50 Sherman    | Izrael/ Francja            | modyfikacja/ czołg średni     |                                                                      | 1956–1976           | | [ 23 ] [ 8 ]  |
|                         | T-34-85        | Czechosłowacja             | czołg średni                  |                                                                      | brak danych         | Podczas kryzysu sueskiego (1956) Izrael zdobył ok. 20 czołgów T-34-85 sprzedanych Egiptowi przez Czechosłowację. Uznano jednak, że utworzenie nowej jednostki bojowej wyposażonej w zdobyczny sprzęt byłoby zbytnim obciążeniem dla logistyki i techników. W konsekwencji czołgi te były używane przez armię wyłącznie do testów, badań technicznych oraz szkoleń załóg. | [ 9 ]         |
| lata 60. XX wieku       |                |                            |                               |                                                                      |                     | |               |
|                         | Centurion A41  | Wielka Brytania            | czołg podstawowy              | Mk 3 Mk 5                                                            | 1960–?              | | [ 24 ] [ 25 ] |
|                         | M48 Patton     | Stany Zjednoczone          | czołg podstawowy              | M48A1 M48A2C M48A3 M48A5                                             | początek lat 60.–?  | | [ 12 ] [ 19 ] |
|                         | M51 Sherman    | Izrael                     | modyfikacja/ czołg średni     | Degem Alef Degem Bet Degem Gimel Degem Dalet                         | 1962–lata 90.       | | [ 26 ] [ 27 ] |
|                         | Magach         | Izrael                     | modyfikacja/ czołg podstawowy | Magach 1 Magach 2 Magach 3 Magach 5 Magach 6 Magach 7                | lata 60.–2014       | Modyfikacje czołgów M48 Patton i M60. | [ 28 ] [ 29 ] |
|                         | PT-76          | ZSRR                       | lekki czołg pływający         |                                                                      | 1968–?              | Czołgi znajdowały się na wyposażeniu Jednostki 88 Dow Lawan, która ponadto używała zdobycznych transporterów gąsienicowych BTR-50. | [ 30 ] [ 31 ] |
|                         | IS-3           | ZSRR                       | czołg ciężki                  | IS-3M                                                                | brak danych         | Po zmodernizowaniu (m.in. nowe układy napędowe) okazało się jednak, że brakowało zbyt wielu części zamiennych, a załogi skarżyły się na system wentylacji. Ostatecznie pojazdy wykorzystano jako punkty ogniowe na Synaju i Wzgórzach Golan. | [ 18 ]        |
|                         | Tiran          | Izrael                     | modyfikacja/ czołg podstawowy | Tiran 4 Tiran 5                                                      | 1968–?              | Modyfikacje czołgów T-54 (Tiran 4), T-55 (Tiran 5), T-62 (Tiran 6). | [ 18 ]        |
| Tiran 6                 | Tiran          | Izrael                     | modyfikacja/ czołg podstawowy | 1973–?                                                               |                     | Modyfikacje czołgów T-54 (Tiran 4), T-55 (Tiran 5), T-62 (Tiran 6). | [ 18 ]        |
| lata 70. i 80. XX wieku |                |                            |                               |                                                                      |                     | |               |
|                         | M60            | Stany Zjednoczone          | czołg podstawowy              | M60 M60A1 M60A3                                                      | 1970–?              | | [ 19 ]        |
|                         | Szot           | Izrael                     | modyfikacja/ czołg podstawowy | Szot Meteor Szot Kal Alef Szot Kal Bet Szot Kal Gimel Szot Kal Dalet | lata 70.–2002       | Modyfikacje czołgów Centurion Mk 3 i Mk 5. | [ 32 ] [ 24 ] |
|                         | Merkawa Mk 1   | Izrael                     | czołg podstawowy              |                                                                      | 1979–1984           | | [ 22 ]        |
|                         | Merkawa Mk 2   | Izrael                     | czołg podstawowy              | Mk 2B Mk 2 Batasz                                                    | 1983–1990           | | [ 22 ]        |
|                         | Merkawa Mk 3   | Izrael                     | czołg podstawowy              | Mk 3 Baz Mk 3D Mk 3M Mk 3 LIC                                        | 1987–2002           | | [ 22 ]        |
| XXI wiek                |                |                            |                               |                                                                      |                     | |               |
|                         | Merkawa Mk 4   | Izrael                     | czołg podstawowy              | Mk 4 Me’il Ru’ach Mk 4 LIC Mk 4 Barak                                | od 2002             | | [ 22 ]        |